# ロブ・レフスナイダー
ロバート・ダニエル・レフスナイダー（Robert Daniel Refsnyder, 出生名: キム・ジョンテ（Kim Jung-tae、김정태）, 1991年3月26日 - ）は、大韓民国ソウル特別市出身のプロ野球選手（内野手、外野手）。右投右打。MLBのボストン・レッドソックス所属。韓国系アメリカ人。
愛称はレフ。

## 経歴

### プロ入り前
1991年3月26日に大韓民国のソウル特別市で生まれたが、3ヶ月後に養子縁組でアメリカ合衆国カリフォルニア州に住む夫婦の養子となった。ラグナヒルズ高等学校時代は野球のほか、バスケットボールやアメリカンフットボールも経験している。野球ではパシフィック・コーストリーグのMVPを獲得し、2007年のアメリカ・ユース代表に選出された。アメリカンフットボールではクォーターバックとして活躍し、パシフィック・コーストリーグのMVPを獲得。パシフィック12カンファレンス加盟の大学に勧誘されるほどの実力だった。さまざまなスポーツで活躍したため、パシフィック・コーストリーグの「アスリート・オブ・ザ・イヤー」に選ばれた。
アリゾナ大学進学後の2010年は二塁のほか、三塁手、左翼手として57試合に出場。打率はチーム3位の.344を記録。2011年は主に三塁手として60試合に出場。長打率はパシフィック12カンファレンス3位となる.498を記録した。

### プロ入りとヤンキース時代

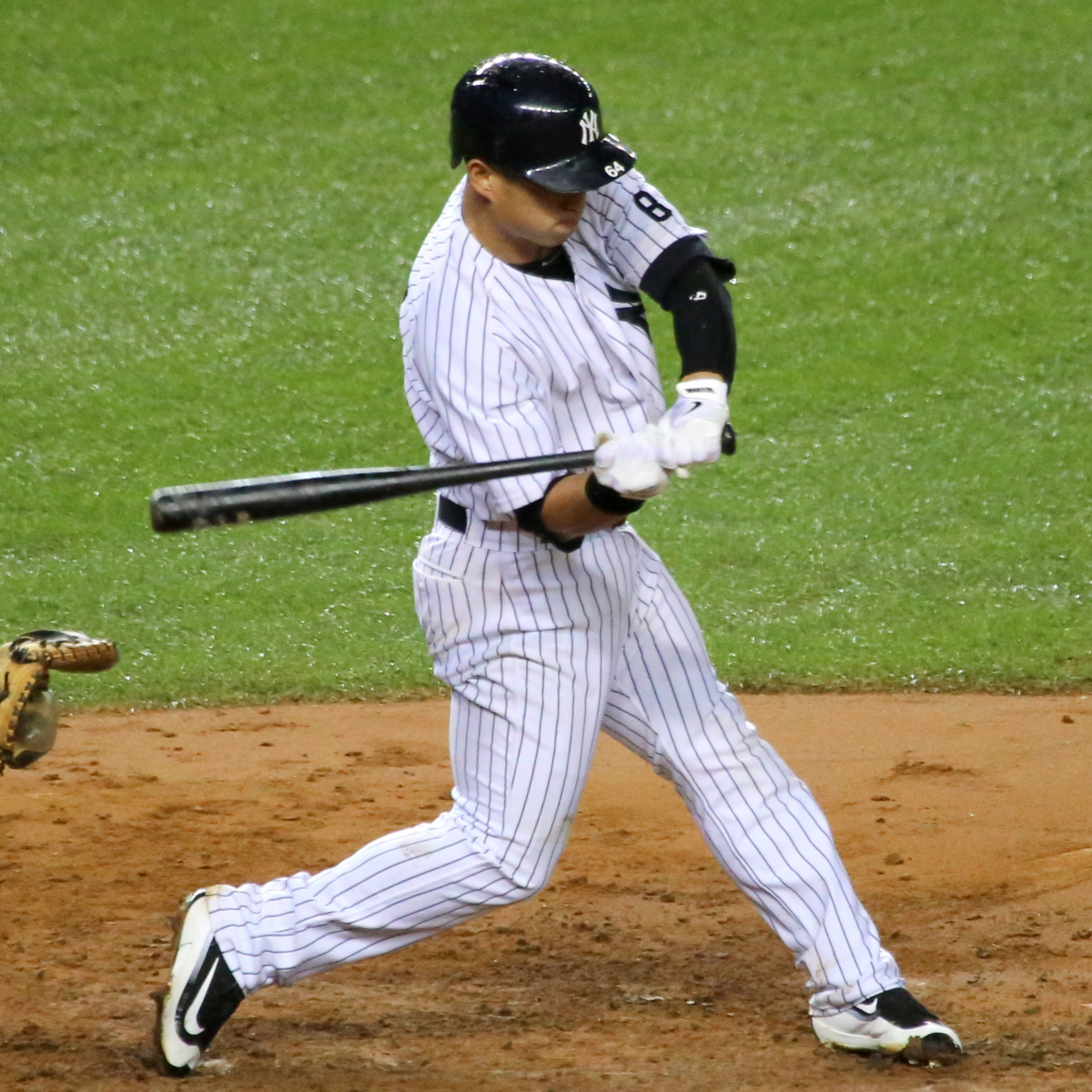
ニューヨーク・ヤンキース時代
(2015年10月1日)

2012年のMLBドラフト5巡目（全体187位）でニューヨーク・ヤンキースから指名され、7月6日に契約。契約後、傘下のA級チャールストン・リバードッグスでプロデビュー。46試合に出場して打率.241、4本塁打、22打点、11盗塁を記録した。
2013年はA級チャールストンで13試合に出場後、4月18日にA+級タンパ・ヤンキースへ昇格。A+級タンパでは117試合に出場して打率.283、6本塁打、51打点、16盗塁を記録した。オフの11月25日にヤンキース傘下所属のオールスターチームに二塁手として選出された。
2014年はまずAA級トレントン・サンダーでプレーし、60試合に出場して打率.342、6本塁打、30打点、5盗塁と活躍した。6月10日にAAA級スクラントン・ウィルクスバリ・レイルライダースへ昇格した。AAA級スクラントン・ウィルクスバリでは77試合に出場して打率.300、8本塁打、33打点、4盗塁を記録した。オフの12月8日にはヤンキースのトッププロスペクト6位に選ばれ、12月17日にヤンキース傘下所属のオールスターチームに二塁手として2年連続で選出された。
2015年はAAA級スクラントン・ウィルクスバリでは81試合に出場して打率.290、7本塁打、37打点、10盗塁を記録した後、7月11日にヤンキースとメジャー契約を結んでアクティブ・ロースター入りした。同日のボストン・レッドソックス戦で「9番・二塁手」で先発起用されてメジャーデビュー。この日は3打数無安打に終わった。翌日のレッドソックス戦では7回表にトミー・レインからメジャー初安打を記録すると、9回表にアレクシー・オガンドから2点本塁打を放った。しかし、その後2試合は無安打が続き、7月19日にAAA級スクラントン・ウィルクスバリへ降格した。登録枠が拡大した9月1日に再昇格した。この年メジャーでは16試合に出場して打率.302、2本塁打、5打点、2盗塁、OPS0.859という好成績を残した。また二塁の守備は、DRSはマイナスながら、15試合の出場で無失策だった。
2016年はユーティリティとして起用され、58試合に出場。バッティング面では打率.250、12打点、2盗塁という成績をマークした。守備面では、最も多くで守ったのが一塁手の25試合で、成績は3失策、守備率.983、DRS -2という内容だった。次いで23試合で守った右翼手では、無失策でDRS +4というハイレベルな数字を記録。他には二塁手を8試合、左翼手を5試合、三塁手を1試合で守った。
2017年7月19日にDFAとなった。

### ブルージェイズ時代
2017年7月23日にライアン・マクブルームとのトレードで、トロント・ブルージェイズへ移籍した。7月30日のロサンゼルス・エンゼルス戦で移籍後初出場を果たした。この年は2球団合計で52試合に出場して打率.170、4盗塁を記録した。

### レイズ時代

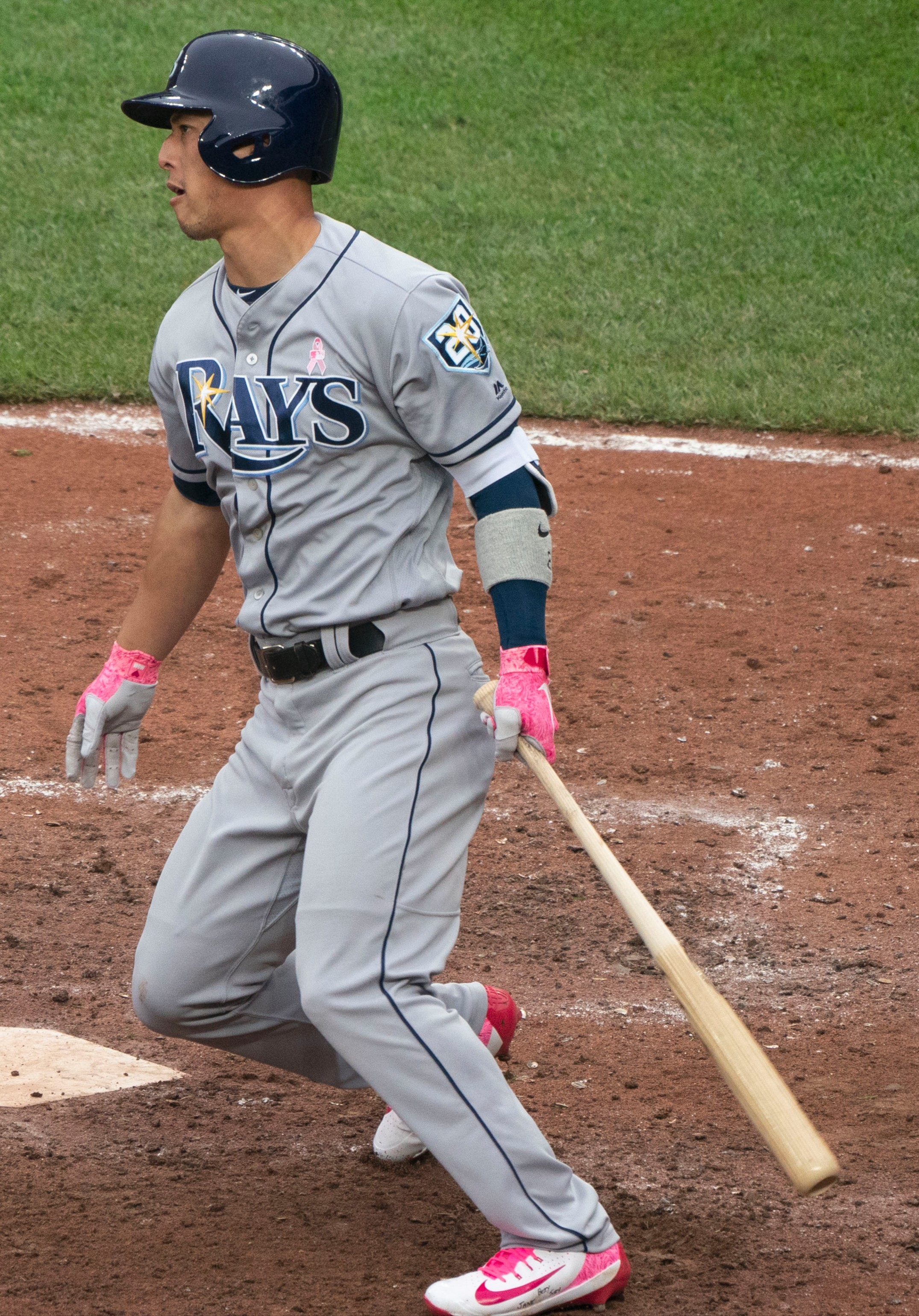
タンパベイ・レイズ時代
(2018年5月14日)

2017年11月20日にウェイバー公示を経てクリーブランド・インディアンスへ移籍したが、翌2018年のスプリングトレーニング中の3月27日に金銭トレードで、タンパベイ・レイズへ移籍した。6月19日にDFAとなり、22日にマイナー契約で傘下のAAA級ダーラム・ブルズへ配属された。オフの11月2日にFAとなった。

### ダイヤモンドバックス傘下時代
2018年11月23日にアリゾナ・ダイヤモンドバックスとマイナー契約を結び、2019年のスプリングトレーニングに招待選手として参加することになった。開幕後は傘下のAAA級リノ・エーシズで1試合に出場した。

### レッズ傘下時代
2019年4月7日に後日発表選手とのトレードで、シンシナティ・レッズへ移籍した。移籍後は傘下のAAA級ルイビル・バッツへ配属され、移籍前を含めた2球団合計で88試合に出場して打率.312、10本塁打、46打点を記録した。8月26日に自由契約となった。

### レンジャーズ時代
2019年12月5日にテキサス・レンジャーズとマイナー契約を結び、2020年のスプリングトレーニングに招待選手として参加することになった。
2020年7月23日にメジャー契約を結んで40人枠入りした。8月24日にDFAとなり、27日にマイナー契約となった。レギュラーシーズン終了後の10月14日にFAとなった。

### ツインズ時代

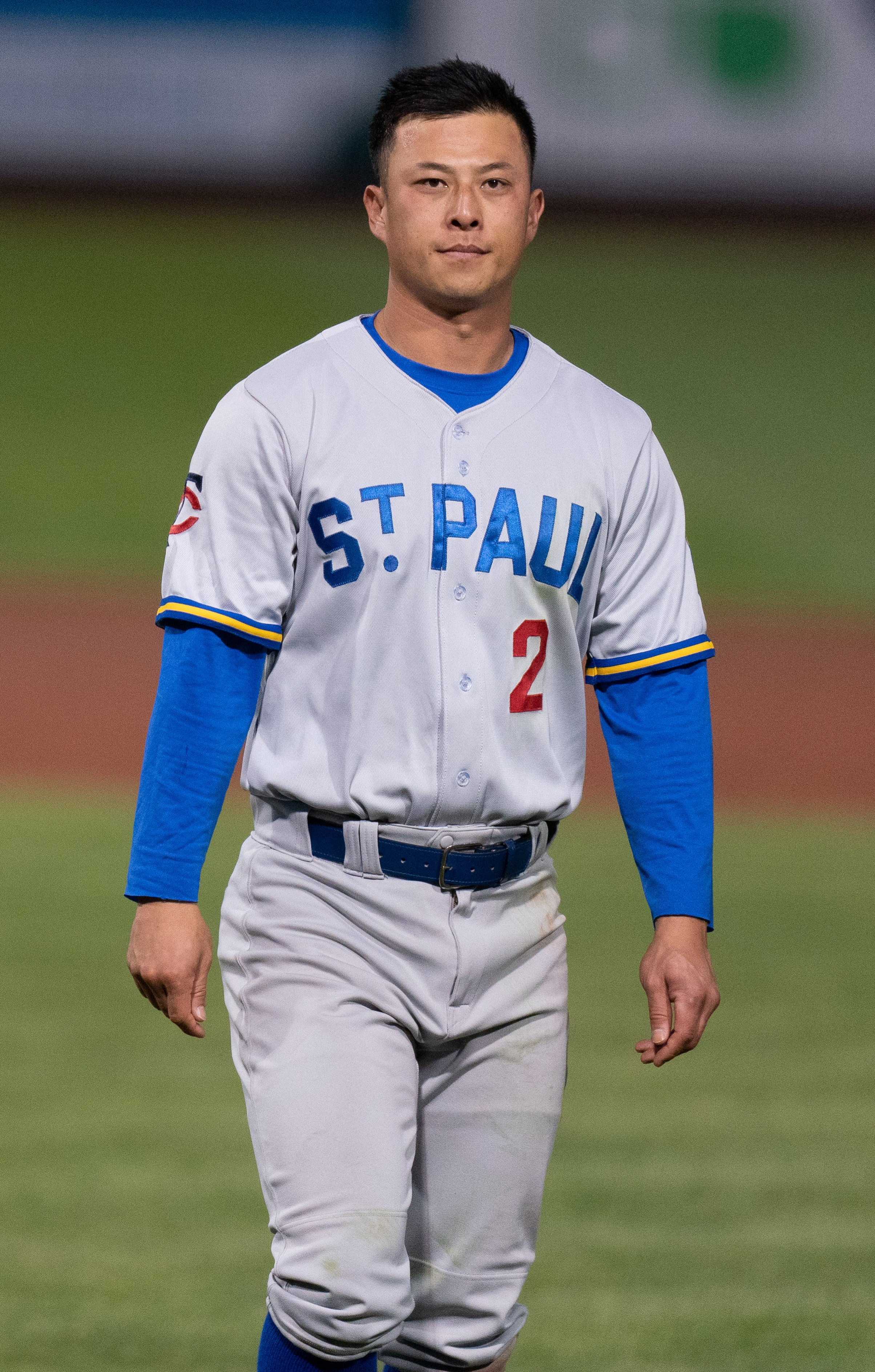
AAA級セントポール時代
(2021年5月7日)

2020年オフにミネソタ・ツインズとマイナー契約を結び、2021年のスプリングトレーニングに招待選手として参加することになった。
2021年5月15日にメジャー契約を結んでアクティブ・ロースター入りした。オフの11月7日にFAとなった。

### レッドソックス時代
2021年11月30日にレッドソックスとマイナー契約を結び、2022年のスプリングトレーニングに招待選手として参加することになった。
2022年は開幕を傘下のAAA級ウースター・レッドソックスで迎えた。4月19日にメジャー契約を結んでアクティブ・ロースター入りした。4月29日にマイナー契約でAAA級ウースターへ配属された。6月10日に再びメジャー契約を結んでアクティブ・ロースター入りした。

## 選手としての特徴
プロ入り時は外野手だったが、プロ2年目に二塁手に転向。メジャー昇格後はバッテリーと遊撃手以外で守備に就いている。2021年からは外野専門となっている。

## 詳細情報

### 年度別打撃成績
| 年 度    | 球 団    | 試 合 | 打 席 | 打 数 | 得 点 | 安 打 | 二 塁 打 | 三 塁 打 | 本 塁 打 | 塁 打 | 打 点 | 盗 塁 | 盗 塁 死 | 犠 打 | 犠 飛 | 四 球 | 敬 遠 | 死 球 | 三 振 | 併 殺 打 | 打 率 | 出 塁 率 | 長 打 率 | O P S |
| -------- | -------- | ----- | ----- | ----- | ----- | ----- | -------- | -------- | -------- | ----- | ----- | ----- | -------- | ----- | ----- | ----- | ----- | ----- | ----- | -------- | ----- | -------- | -------- | ----- |
| 2015     | NYY      | 16    | 47    | 43    | 3     | 13    | 3        | 0        | 2        | 22    | 5     | 2     | 0        | 0     | 0     | 3     | 1     | 0     | 7     | 3        | .302  | .348     | .512     | .859  |
| 2016     | NYY      | 58    | 175   | 152   | 25    | 38    | 9        | 0        | 0        | 47    | 12    | 2     | 1        | 0     | 3     | 18    | 2     | 1     | 30    | 5        | .250  | .328     | .309     | .637  |
| 2017     | NYY      | 20    | 40    | 37    | 3     | 5     | 1        | 1        | 0        | 8     | 0     | 2     | 0        | 0     | 0     | 3     | 0     | 0     | 8     | 0        | .135  | .200     | .216     | .416  |
| 2017     | TOR      | 32    | 58    | 51    | 5     | 10    | 1        | 0        | 0        | 11    | 0     | 2     | 1        | 0     | 0     | 5     | 1     | 1     | 9     | 2        | .196  | .281     | .216     | .496  |
| '17計    | TOR      | 52    | 98    | 88    | 8     | 15    | 2        | 1        | 0        | 19    | 0     | 4     | 1        | 0     | 0     | 8     | 1     | 1     | 17    | 2        | .170  | .247     | .216     | .463  |
| 2018     | TB       | 40    | 103   | 84    | 10    | 14    | 3        | 0        | 2        | 23    | 5     | 0     | 2        | 0     | 0     | 18    | 0     | 0     | 26    | 5        | .167  | .314     | .274     | .588  |
| 2020     | TEX      | 15    | 34    | 30    | 4     | 6     | 1        | 0        | 0        | 7     | 1     | 0     | 0        | 0     | 1     | 2     | 0     | 1     | 11    | 0        | .200  | .265     | .233     | .498  |
| 2021     | MIN      | 51    | 157   | 139   | 21    | 34    | 7        | 0        | 2        | 47    | 12    | 1     | 0        | 0     | 1     | 17    | 0     | 0     | 40    | 4        | .245  | .325     | .338     | .663  |
| 2022     | BOS      | 57    | 177   | 153   | 25    | 47    | 11       | 0        | 6        | 76    | 21    | 1     | 1        | 0     | 3     | 15    | 0     | 6     | 46    | 1        | .307  | .384     | .497     | .881  |
| 2023     | BOS      | 89    | 243   | 202   | 31    | 50    | 9        | 1        | 1        | 64    | 28    | 7     | 2        | 1     | 1     | 33    | 0     | 5     | 47    | 8        | .248  | .365     | .317     | .682  |
| 2024     | BOS      | 93    | 307   | 272   | 32    | 77    | 16       | 1        | 11       | 128   | 40    | 2     | 2        | 0     | 1     | 28    | 2     | 5     | 78    | 6        | .283  | .359     | .471     | .830  |
| MLB：9年 | MLB：9年 | 471   | 1341  | 1163  | 159   | 294   | 61       | 3        | 24       | 433   | 124   | 19    | 9        | 1     | 10    | 142   | 6     | 19    | 302   | 34       | .253  | .341     | .372     | .713  |

- 2024年度シーズン終了時

### 年度別守備成績
内野守備
| 年 度 | 球 団 | 一塁（1B） | 一塁（1B） | 一塁（1B） | 一塁（1B） | 一塁（1B） | 一塁（1B） | 二塁（2B） | 二塁（2B） | 二塁（2B） | 二塁（2B） | 二塁（2B） | 二塁（2B） | 三塁（3B） | 三塁（3B） | 三塁（3B） | 三塁（3B） | 三塁（3B） | 三塁（3B） |
| 年 度 | 球 団 | 試 合      | 刺 殺      | 補 殺      | 失 策      | 併 殺      | 守 備 率   | 試 合      | 刺 殺      | 補 殺      | 失 策      | 併 殺      | 守 備 率   | 試 合      | 刺 殺      | 補 殺      | 失 策      | 併 殺      | 守 備 率   |
| ----- | ----- | ---------- | ---------- | ---------- | ---------- | ---------- | ---------- | ---------- | ---------- | ---------- | ---------- | ---------- | ---------- | ---------- | ---------- | ---------- | ---------- | ---------- | ---------- |
| 2015  | NYY   | -          | -          | -          | -          | -          | -          | 15         | 10         | 41         | 1          | 7          | .981       | -          | -          | -          | -          | -          | -          |
| 2016  | NYY   | 25         | 166        | 5          | 3          | 11         | .983       | 8          | 5          | 9          | 2          | 2          | .875       | 1          | 0          | 0          | 0          | 0          | ----       |
| 2017  | NYY   | 4          | 23         | 0          | 0          | 2          | 1.000      | 2          | 1          | 1          | 0          | 0          | 1.000      | -          | -          | -          | -          | -          | -          |
| 2017  | TOR   | 2          | 0          | 0          | 0          | 0          | ----       | 18         | 25         | 42         | 3          | 8          | .957       | -          | -          | -          | -          | -          | -          |
| '17計 | TOR   | 6          | 23         | 0          | 0          | 2          | 1.000      | 20         | 26         | 43         | 3          | 8          | .958       | -          | -          | -          | -          | -          | -          |
| 2018  | TB    | 1          | 1          | 0          | 0          | 0          | 1.000      | -          | -          | -          | -          | -          | -          | -          | -          | -          | -          | -          | -          |
| 2020  | TEX   | 4          | 17         | 0          | 0          | 2          | 1.000      | -          | -          | -          | -          | -          | -          | -          | -          | -          | -          | -          | -          |
| MLB   | MLB   | 36         | 207        | 5          | 3          | 15         | .986       | 43         | 41         | 93         | 6          | 17         | .957       | 1          | 0          | 0          | 0          | 0          | ----       |

外野守備
| 年 度 | 球 団 | 左翼（LF） | 左翼（LF） | 左翼（LF） | 左翼（LF） | 左翼（LF） | 左翼（LF） | 中堅（CF） | 中堅（CF） | 中堅（CF） | 中堅（CF） | 中堅（CF） | 中堅（CF） | 右翼（RF） | 右翼（RF） | 右翼（RF） | 右翼（RF） | 右翼（RF） | 右翼（RF） |
| 年 度 | 球 団 | 試 合      | 刺 殺      | 補 殺      | 失 策      | 併 殺      | 守 備 率   | 試 合      | 刺 殺      | 補 殺      | 失 策      | 併 殺      | 守 備 率   | 試 合      | 刺 殺      | 補 殺      | 失 策      | 併 殺      | 守 備 率   |
| ----- | ----- | ---------- | ---------- | ---------- | ---------- | ---------- | ---------- | ---------- | ---------- | ---------- | ---------- | ---------- | ---------- | ---------- | ---------- | ---------- | ---------- | ---------- | ---------- |
| 2016  | NYY   | 5          | 6          | 0          | 0          | 0          | ----       | -          | -          | -          | -          | -          | -          | 23         | 22         | 3          | 0          | 0          | 1.000      |
| 2017  | NYY   | 8          | 1          | 0          | 0          | 0          | 1.000      | -          | -          | -          | -          | -          | -          | 3          | 5          | 0          | 1          | 0          | .833       |
| 2017  | TOR   | 2          | 0          | 0          | 0          | 0          | ----       | -          | -          | -          | -          | -          | -          | 1          | 3          | 0          | 0          | 0          | 1.000      |
| '17計 | TOR   | 10         | 1          | 0          | 0          | 0          | 1.000      | -          | -          | -          | -          | -          | -          | 4          | 8          | 0          | 1          | 0          | .889       |
| 2018  | TB    | 23         | 32         | 3          | 0          | 0          | 1.000      | -          | -          | -          | -          | -          | -          | 3          | 3          | 0          | 0          | 0          | 1.000      |
| 2020  | TEX   | 1          | 2          | 0          | 0          | 0          | 1.000      | -          | -          | -          | -          | -          | -          | 2          | 4          | 1          | 0          | 1          | 1.000      |
| 2021  | MIN   | 20         | 17         | 1          | 0          | 0          | 1.000      | 22         | 47         | 1          | 1          | 1          | .980       | 9          | 17         | 0          | 0          | 0          | 1.000      |
| 2022  | BOS   | 6          | 10         | 0          | 0          | 0          | 1.000      | 17         | 33         | 0          | 1          | 0          | .971       | 28         | 28         | 1          | 1          | 0          | .967       |
| 2023  | BOS   | 54         | 54         | 4          | 0          | 0          | 1.000      | 15         | 22         | 0          | 0          | 0          | 1.000      | 6          | 5          | 1          | 0          | 0          | 1.000      |
| 2024  | BOS   | 46         | 67         | 0          | 2          | 0          | .971       | -          | -          | -          | -          | -          | -          | 37         | 49         | 2          | 2          | 0          | .962       |
| MLB   | MLB   | 165        | 189        | 8          | 2          | 0          | .990       | 54         | 102        | 1          | 2          | 1          | .981       | 112        | 136        | 8          | 4          | 1          | .973       |

- 2024年度シーズン終了時

### 背番号
- 64（2015年）
- 38（2016年、2017年5月14日 - 同年7月13日、2021年）
- 30（2017年5月2日 - 同年5月8日、2022年 - ）
- 39（2017年7月29日 - 同年終了）
- 8（2018年）
- 14（2020年）